# Toulouse olympique employés club (rugby à XV)
Ne doit pas être confondu avec le Toulouse olympique employés club, club omnisports.
Ne doit pas être confondu avec le TOEC TOAC FCT, club créé en 2000.
Le Toulouse olympique employés club, aussi désigné sous son acronyme TOEC, est un club français de rugby à XV, basé à Toulouse.
Créé en 1912, il disparaît en 1995 lors de sa fusion avec la section rugby du Toulouse olympique aérospatiale club. Une nouvelle fusion a lieu en 2000, cette fois-ci avec le Football Club toulousain.

## Histoire

### Histoire du TOEC
Le Toulouse olympique employés club, ancien club historique de rugby à Toulouse, est né en 1912, après l'approbation du comité des Pyrénées le 28 mai 1912 pour la fusion des clubs du Toulouse olympique et du Toulouse employés club, sous le nom de Toulouse olympique employés club ; le TOEC joue son premier match le 29 septembre 1912 contre la sélection de Côte basque.
Avant-guerre, le terrain du club est implanté dans l'ancien Parc des sports, le stade Chapou de la ville.
Les joueurs du TOEC portent un équipement en violet et blanc lors de la saison 1920-1921.

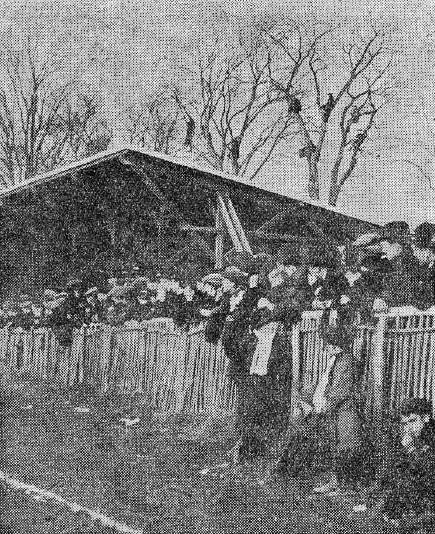
Places populaires du stade du TOEC pour accueillir le Stade toulousain (ainsi que dans les arbres) en février 1914.
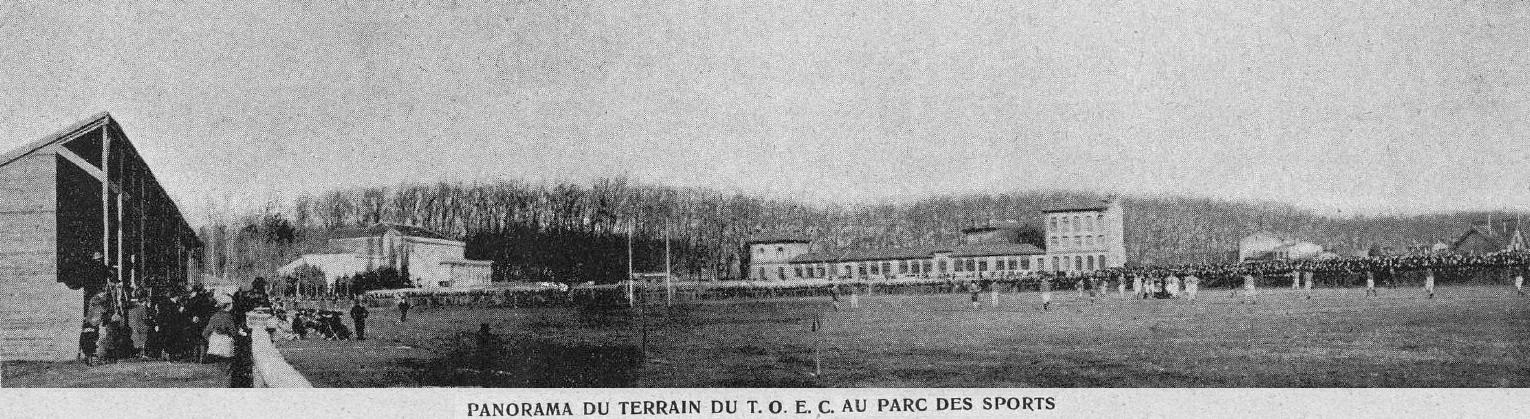
Le terrain du TOEC au parc des sports de Toulouse, en décembre 1920.
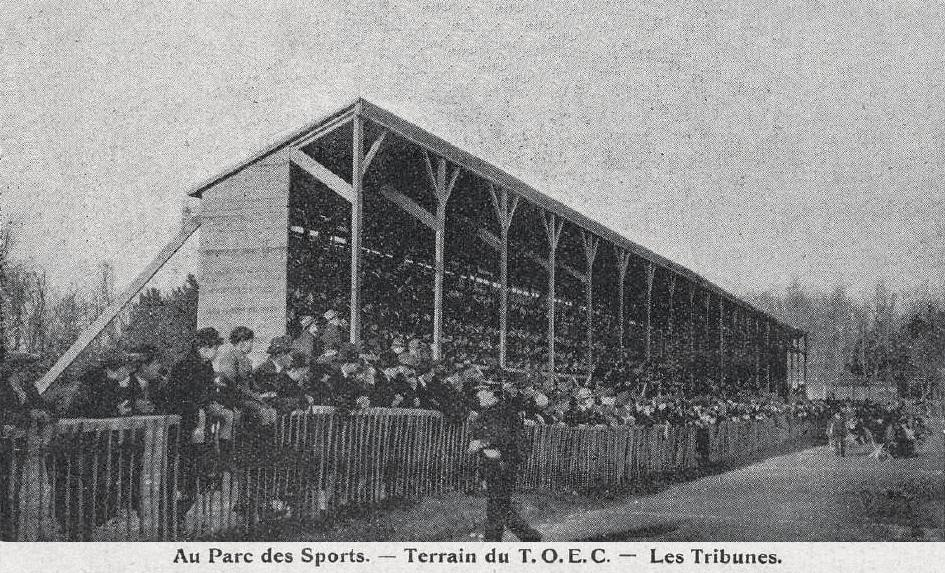
Les tribunes du terrain du TOEC au parc des sports, en décembre 1920.
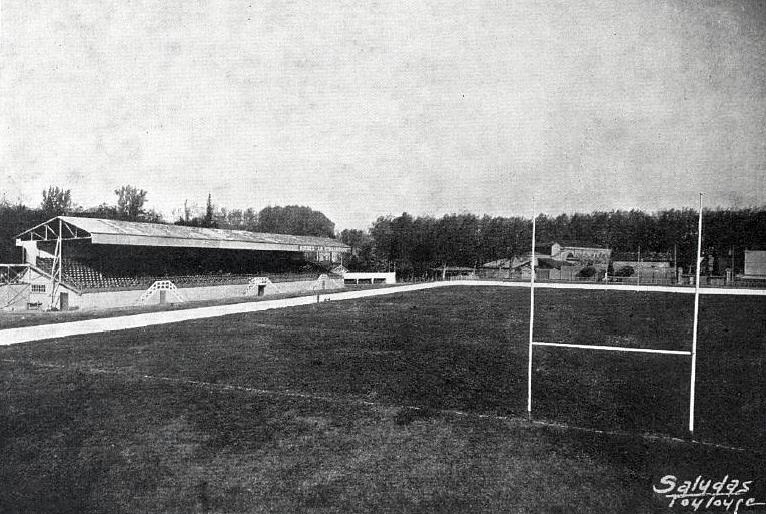
Le parc des sports du TOEC en 1934.

Le TOEC faisait concurrence même au Stade toulousain. Dominant le rugby dans le Sud-Ouest avec des titres régionaux tels que le Challenge de l'Espérance en 1968. Le TOEC a marqué d'une profonde empreinte la vie du rugby toulousain pendant des décennies, mais aussi du rugby français.
Une place de demi-finaliste en seconde division en 1944 donna l'accès à la première division. Puis, pensionnaire dans l'élite du rugby français pendant presque 20 ans après la Seconde Guerre mondiale, le TOEC participa de nombreuses fois aux phases finales.
Les catégories jeunes du TOEC sont aussi à souligner avec des titres de champion de France en cadets mais aussi en juniors.

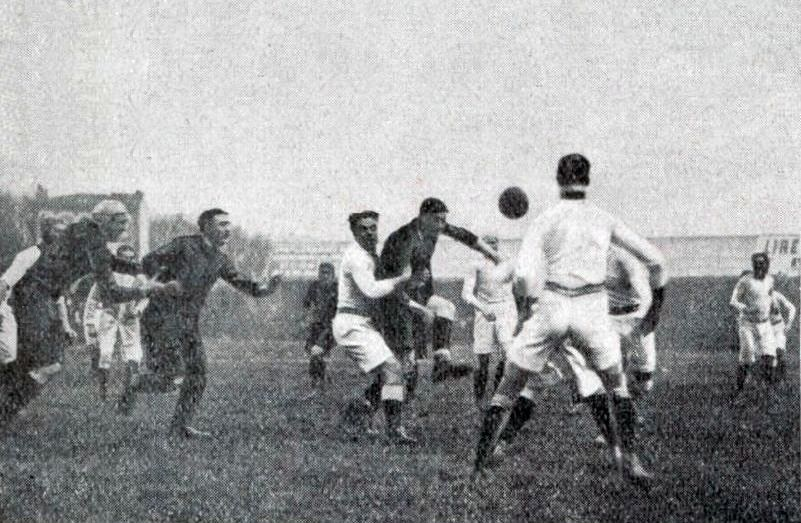
Derby entre le Stade toulousain (foncés) et le TOEC (blancs), en janvier 1913 dans le championnat des Pyrénées.
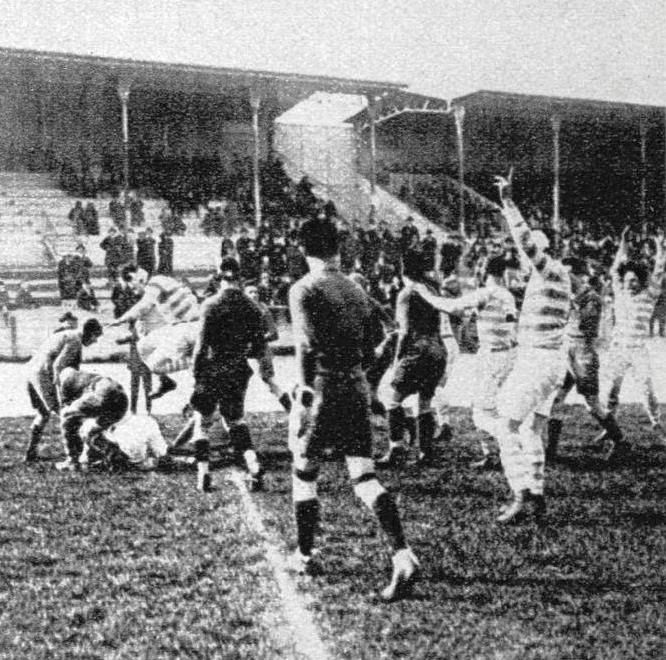
En mars 1923 (la semaine suivante), victoire à Paris du TOEC (rayé). contre le Stade français (sombre), 0-3.
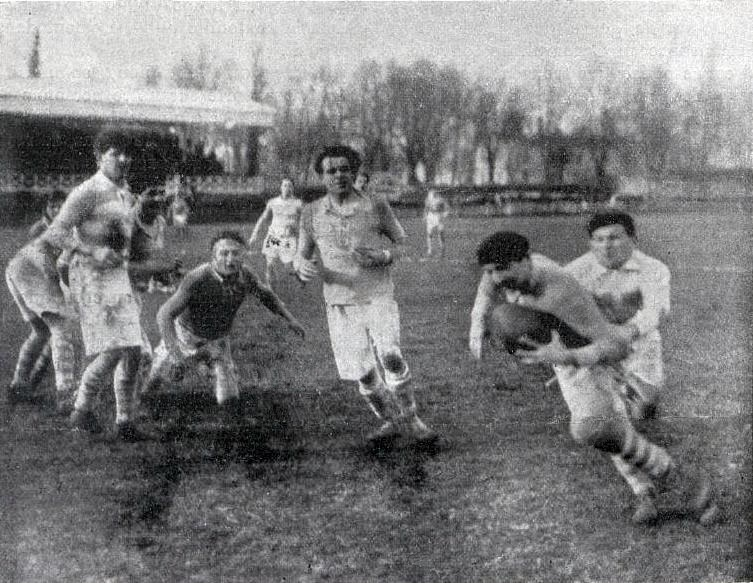
Le TOEC bat le CA Périgueux en mars 1923 (ici une percée de Mailhe avec un bérêt, sur une échappée de Dumartin, pour l'essai victorieux à la dernière minute du match au parc des sports).
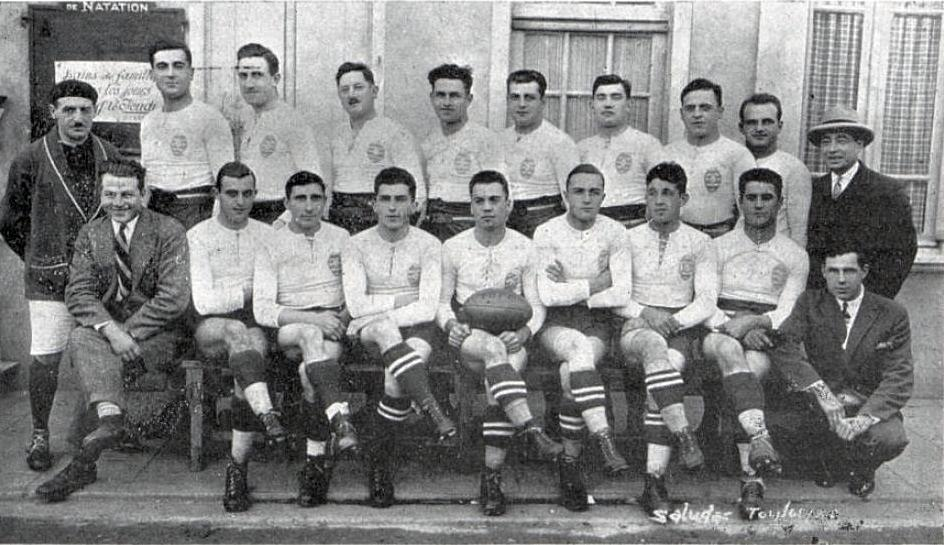
Le TOEC, saison 1927-1928.
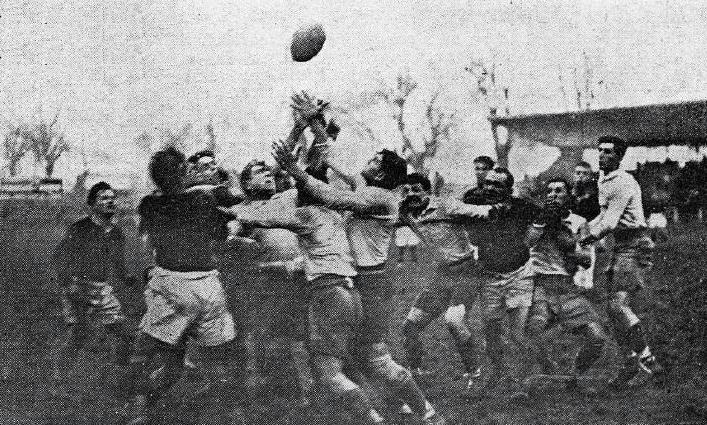
Le 9 décembre 1928, derby entre le Stade toulousain (en sombre) et le TOEC (en blanc), au stade des Ponts-Jumeaux (ici sur une touche).
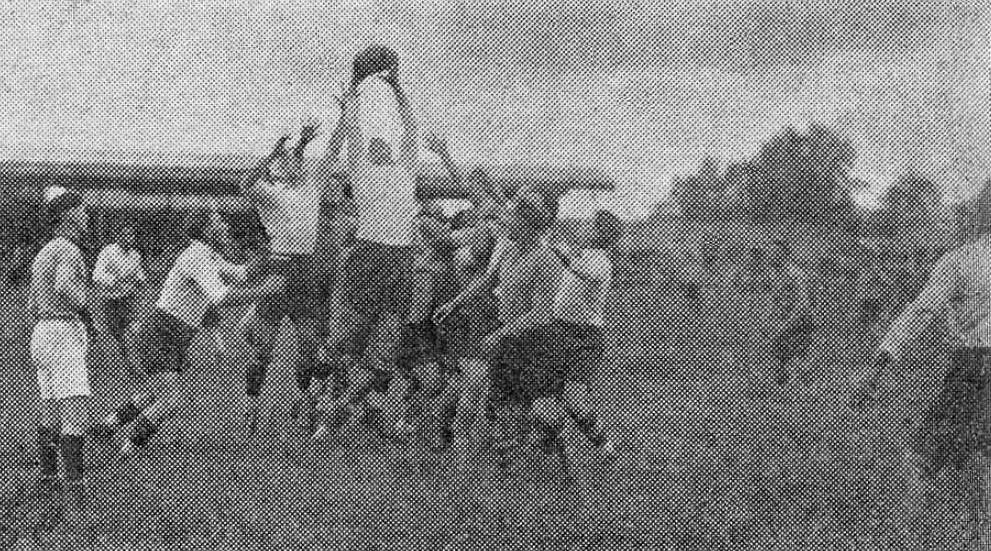
Septembre 1929, défaite du TOEC à Carcassonne face aux « Canaris » (malgré ce saut réussi de Muratet et de l'un des frères Camel à sa droite) ; à droite le demi de mêlée toulousain Cécilia.
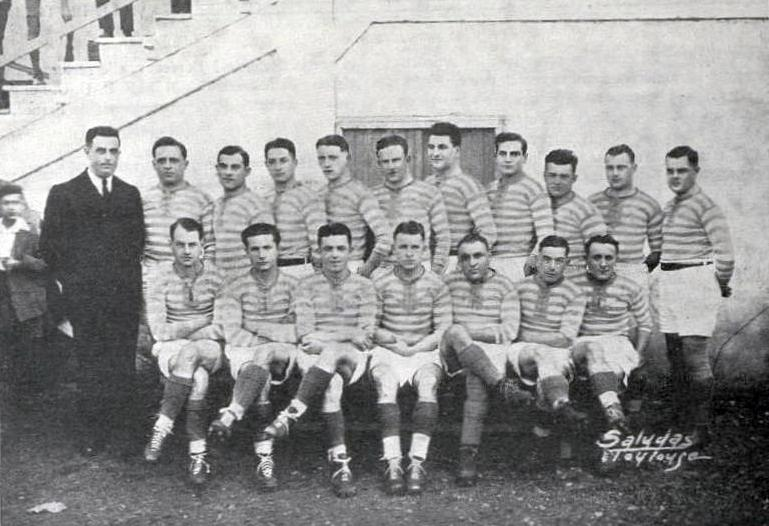
Le TOEC champion du Sud-Ouest et des Pyrénées, en 1934.
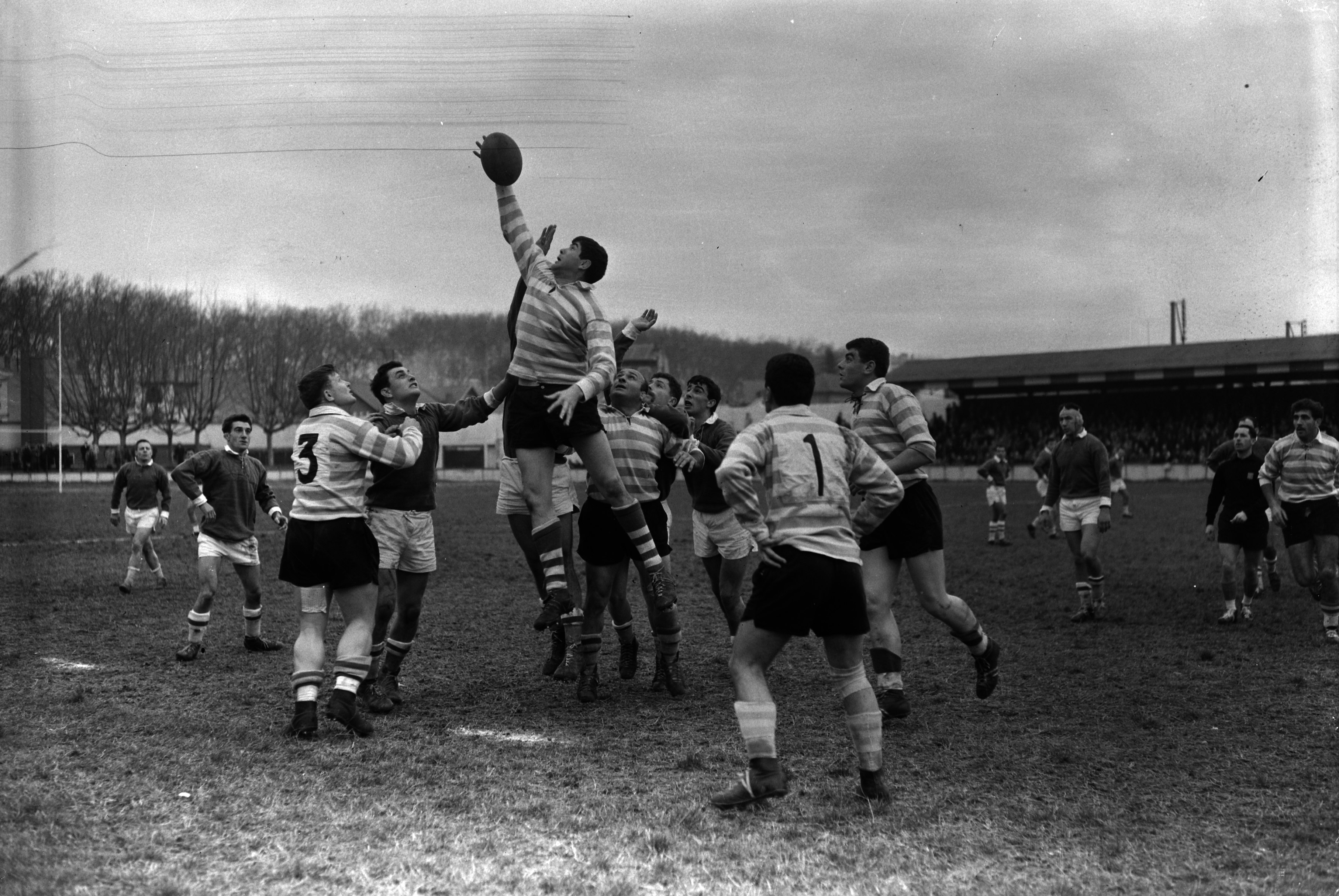
Victoire de Cahors sur le terrain du TOEC 11 à 6 à Toulouse pour le compte du championnat 1960-1961. Cahors l’avait également emporté dans le Lot.
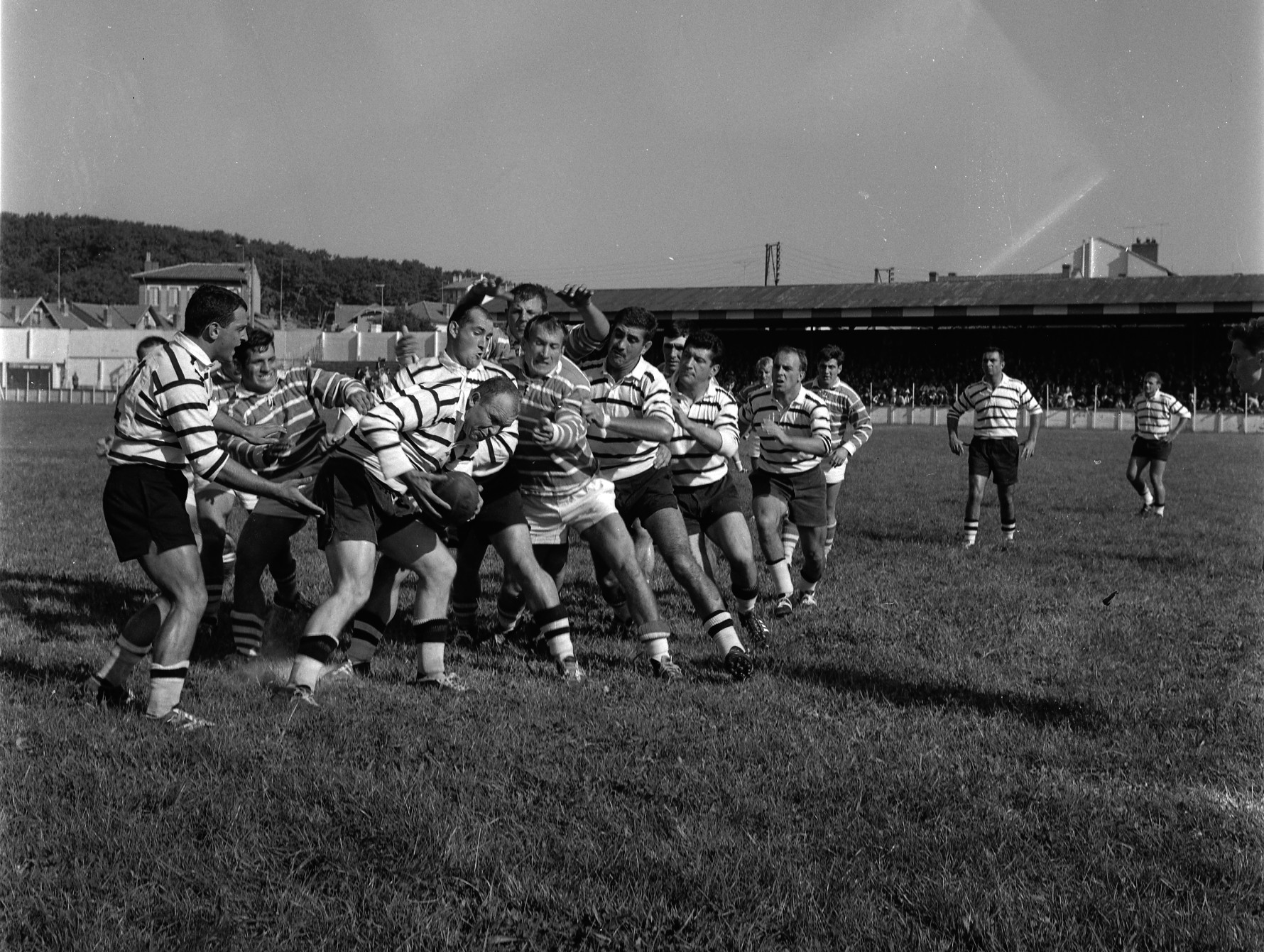
Défaite du TOEC contre le CA Brive 0-6 pour le compte du championnat 1962-1963 à Toulouse.
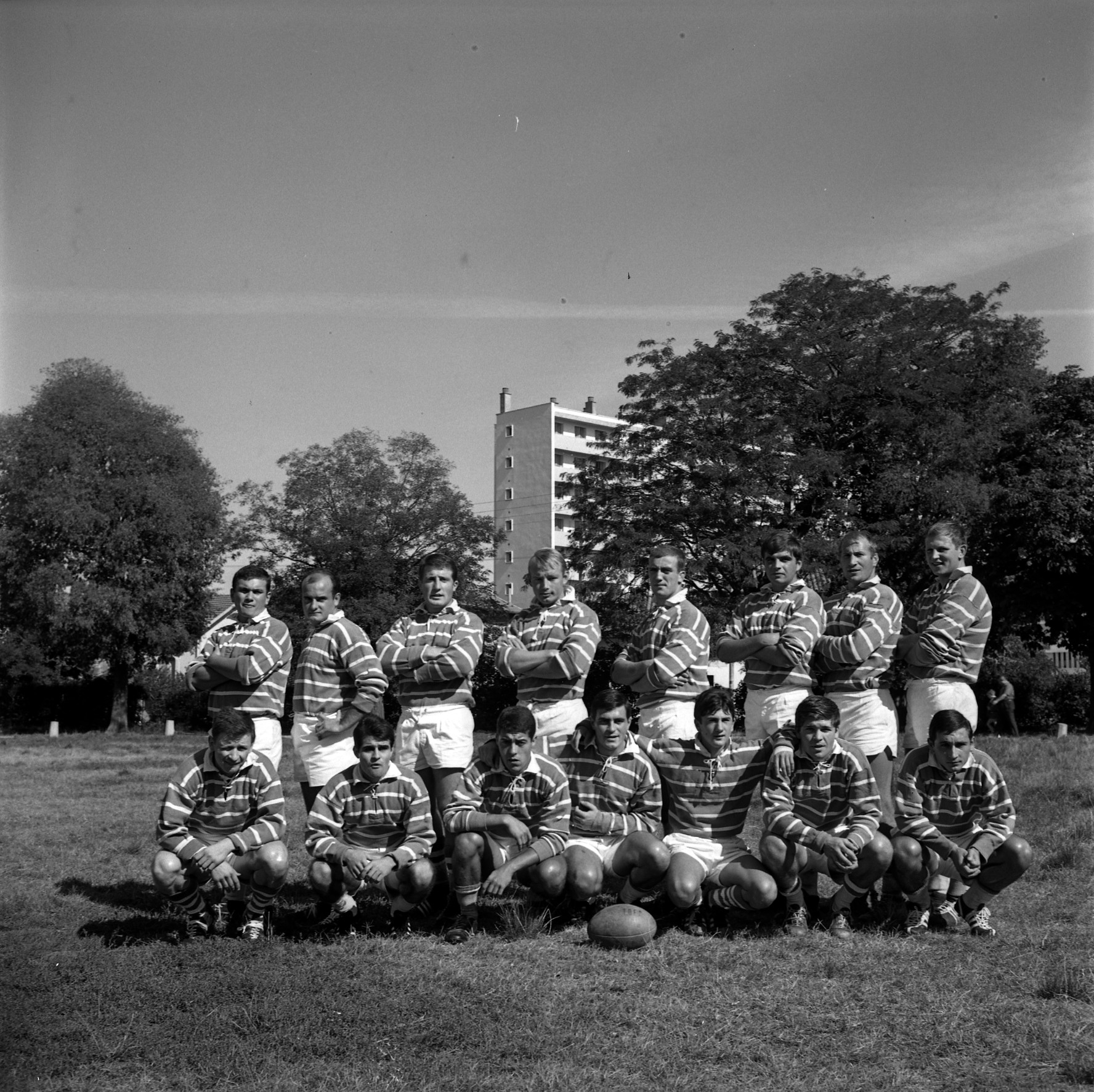
Équipe du TOEC lors de la saison 1965-1966
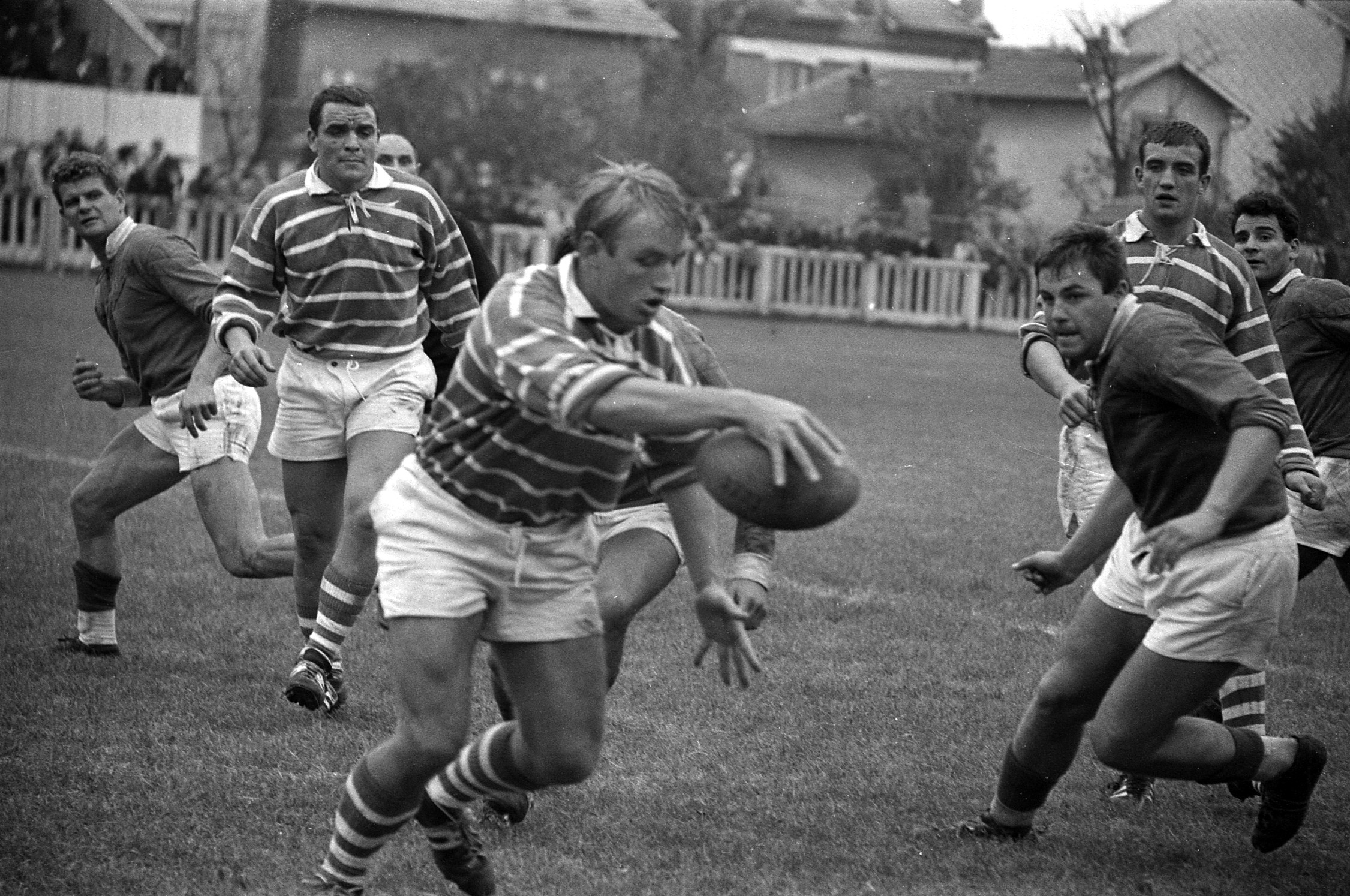
Victoire du TOEC sur le FC Grenoble 3-0 lors de la saison 1965-1966.

### Union du club avec le TOAC puis le FCT
En 1995, le TOEC fusionne avec la section rugby du TOAC, Toulouse olympique aérospatiale club,. Cinq ans plus tard, une nouvelle union aura lieu, le TOEC-TOAC fusionnant avec le Football Club toulousain,.

## Palmarès

### Détail du palmarès
- Championnat de France deuxième série :
  - Champion (1) : 1912[7]
- Coupe de l'Avenir :
  - Vainqueur (1) : 1918
- Championnat Excellence des Pyrénées :
  - Champion (3) : 1931, 1933 et 1934
- Championnat Excellence du Sud-Ouest :
  - Champion (1) : 1934
- Coupe Réné Crabos :
  - Vainqueur (1) : 1961
- Challenge de l'Espérance :
  - Vainqueur (1) : 1968
  - Finaliste (2) : 1965 et 1969
- Championnat de France cadets :
  - Champion (1) : 1977
- Championnat UFOLEP cadets :
  - Champion (1) : 1977
- Coupe Jules Coulon :
  - Vainqueur (1) : 1977

### Bilan saison par saison
Le TOEC a évolué un temps dans l'élite du rugby à XV français, notamment après-guerre entre 1953 et 1971.
- 1969 : 1/16e de finale
- 1968 : 1/16e de finale
- 1967 : 1/16e de finale
- 1966 : 1/8e de finale
- 1965 : Non qualifié pour les phases finales du championnat de France
- 1964 : Non qualifié pour les phases finales du championnat de France
- 1963 : Non qualifié pour les phases finales du championnat de France
- 1962 : Non qualifié pour les phases finales du championnat de France
- 1961 : Non qualifié pour les phases finales du championnat de France
- 1960 : Non qualifié pour les phases finales du championnat de France
- 1959 : 1/16e de finale
- 1958 : Non qualifié pour les phases finales du championnat de France
- 1957 : Non qualifié pour les phases finales du championnat de France
- 1958 : 1/8e de finale du championnat de France.
- 1957 : Non qualifié pour les phases finales du championnat de France
- 1956 : Non qualifié pour les phases finales du championnat de France
- 1955 : 1/16e de finale du championnat de France
- 1954 : 1/16e de finale du championnat de France
- 1953 : Demi-finaliste du championnat de France Excellence, accession en première division.

## Personnalités

### Joueurs célèbres du TOEC et du FCT
- Georges Ailleres
- Richard Astre
- Jean Astrugue
- Jean Bernon
- Éric Bonneval
- Élie Cester
- André Chilo
- Guy Gasparotto
- Aldo Gruarin
- Henri Jeansous
- Christian Lanta
- Michel Bendichou
- Steve McDowall
- Jean-René Pascarel
- Roger Piteu
- Jean-Pierre Rives
- Philippe Rougé-Thomas
- Jean-Claude Sanz
- Nicolas Duffard
- Alexandre Colomé
- Antoine Romero

### Entraîneurs célèbres du TOEC et du FCT
- André Mistou
- Étienne Fauguiere
- Claude Gonzalez
- Charles Puydebat
- Jean-Jacques Durand
- Roger Fourmageat
- Philippe Rougé Thomas
- André Abadie

### Dirigeants célèbres
- Georges Aybram : président durant 29 ans du TOEC
- Henri Corbarieu : président du Comité des Pyrénées et ancien cadre emblématique du TOEC